# Companion
Companion är en amerikansk romantisk thrillerfilm som hade premiär den 31 januari 2025. Filmen är regisserad av Drew Hancock som även skrivit filmens manus.

## Handling
Filmen handlar om Iris och hennes vänner och när en miljardär dör sätts en händelsekedja igång då de tillbringar en weekend vid hans egendom.

## Rollista (i urval)
| Sophie Thatcher | – Iris    |
| Jack Quaid      | – Josh    |
| Lukas Gage      | – Patrick |
| Megan Suri      | – Kat     |
| Harvey Guillén  | – Eli     |
| Rupert Friend   | – Sergey  |